# Gay bar

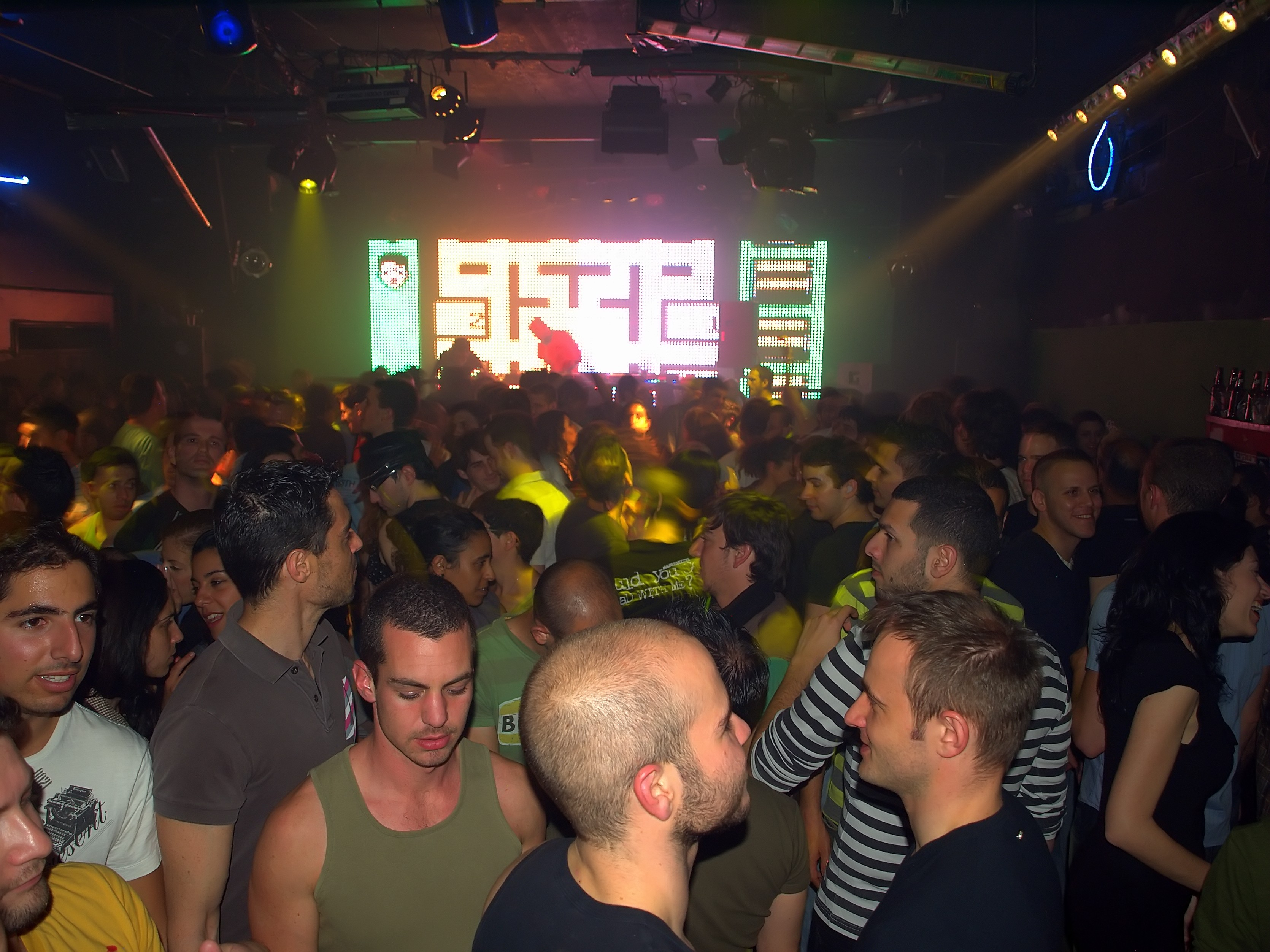
Gay bar di Tel Aviv

Un gay bar è una tipologia di bar rivolto principalmente a una clientela gay o lesbica. Altri nomi adottati che includono questa fattispecie di clientela sono: gay club o gay pub, queer bar, lesbian bar, dyke bar, o boy bar.  Gay Bar è anche il nome di un singolo, del 2003, degli Electric Six.

## Caratteristiche
I locali gay, siano essi club o bar, servono innanzitutto come punto di incontro per la comunità gay, come del resto lo sono i suoi corrispettivi eterosessuali.
La musica, come nei bar eterosessuali, può essere live, mixata da uno o più DJ, latino americano, jazz, blues, disco, drum and bass, punk, house, trance, techno, pop. Generalmente il genere di musica viene associato a un particolare giorno settimanale, dalle dimensioni, dall'immagine e dalla clientela del bar stesso. Una particolartà appariscente di questi locali è l'effetto scenico prodotto dell'illuminazione, attuata con tecnologia elettronica impiegante moderni dispositivi LED ad alta intensità, oltre alla sfera specchiata, alla macchina del fumo (fog-machine), alla proiezione di effetti speciali o filmati video, cubi, piattaforme su cui ballare o vedere spettacoli, gabbie, cubi per i ragazzi immagine (chiamati go-go boy/girl). Alcuni club gay hanno anche la backroom o dark room, che sono solitamente camere buie dove le coppie si possono appartare in intimità.
I bagni dei gay bar, ove vige una stretta politica di ingresso, solitamente, non vengono discriminati per il sesso della clientela, infatti alcuni bar hanno bagni unisex, mentre altri seppur discriminati per sesso vengono utilizzati dalla clientela come bagni unisex, questo potrebbe risultare illegale in alcune giurisdizioni. 
Bar dedicati unicamente a persone lesbiche sono generalmente meno comuni, soprattutto in Italia.
Alcuni bar gay restringono l'entrata solo a persone gay o lesbiche, altri optano per una clientela mista con una prevalenza omosessuale. Generalmente i gay bar con darkroom hanno una politica di ingresso più restrittiva. I gay bar sono spesso aperti anche alle persone transgender ed ai crossdresser.
Possono inoltre offrire esibizioni in drag.

## Storia
Uno dei più antichi gay bar fu il White Swan, in Vere Street, a Londra, che nel 1810 venne attaccato, conducendo a due esecuzioni (il Vere Street Coterie) per il crimine di sodomia, e che fu frequentemente la scena di matrimoni gay svolti dal reverendo John Church.
A New York, l'Eve's Hangout, di Eva Kotchever, uno dei primi bar per donne, fu chiuso nel 1926 dopo un raid della polizia.
Stonewall Inn, situato in Greenwich Village, New York, l'area dei noti moti di Stonewall del 1969, considerati come punti principali per il movimento dei diritti gay in America.